# Гърло
Вижте пояснителната страница за други значения на Гърло.
Гърло е задната част на устната кухина и предната част на шията, разположена пред гръбначния стълб.
Състои се от фаринкс и ларинкс. През него преминават различни кръвоносни съдове, трахеята и хранопроводът.